# Caenaugochlora perpectinata
Caenaugochlora perpectinata är en biart som först beskrevs av Michener 1954.  Caenaugochlora perpectinata ingår i släktet Caenaugochlora och familjen vägbin. Inga underarter finns listade.